# Zemská porodnice u Apolináře
Zemská porodnice u svatého Apolináře (známá jako Porodnice U Apolináře) je zdravotnické zařízení a budova na pražském Novém Městě, v Apolinářské ulici. Slouží především jako porodnice, dále jako Gynekologicko-porodnická klinika 1. lékařské fakulty Univerzity Karlovy a Všeobecné fakultní nemocnice v Praze. Narodí se zde přibližně 4 600 dětí ročně. Porodnice byla otevřena v roce 1875 a patří mezi nejdéle nepřetržitě fungující porodnice na světě.
Základními cíli činnosti gynekologicko-porodnické kliniky jsou léčebně-preventivní péče, pedagogická a vědecko-výzkumná činnost. V budově sídlí Perinatologické centrum pro Prahu a Středočeský kraj I. typu, které se zaměřuje na nejzávažnější těhotenské a novorozenecké patologie.
Pro svoji mimořádnou architektonickou hodnotu a význam v dějinách lékařství je budova chráněnou kulturní památkou. Součástí objektu je také kaple svatého Kříže. Majitelem budovy je Hlavní město Praha.

## Historie

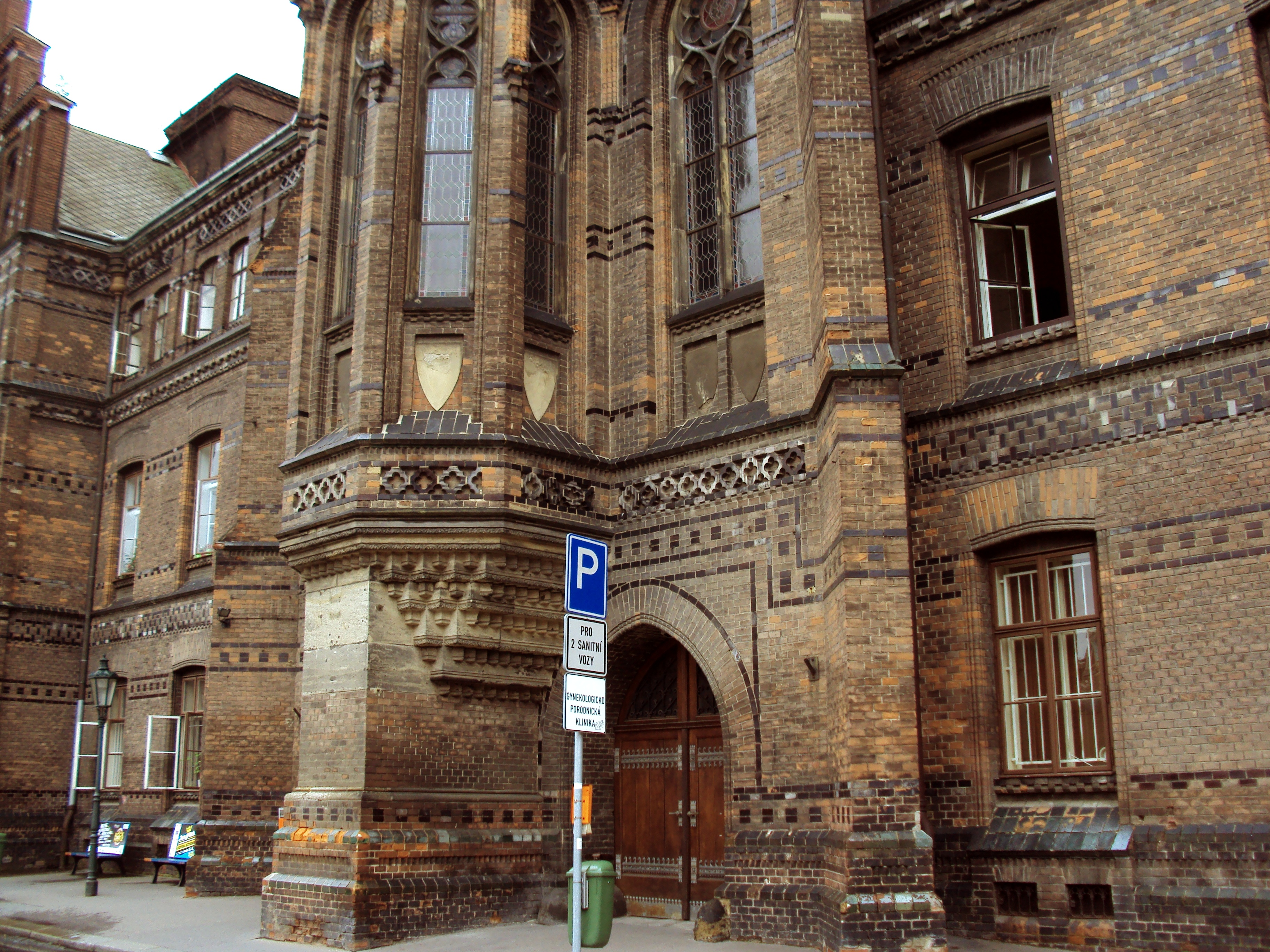
Hlavní vstup do porodnice

Stavbě předcházelo rozhodnutí místodržícího Království českého, Leopolda Lva hraběte z Thun-Hohenštejna, z roku 1862 o výstavbě nového porodnického zařízení nedaleko místa, kde do té doby stávala starší veřejná porodnice z roku 1789. Ta fungovala ve starém barokním kanovnickém domě při kostele svatého Apolináře.
Výstavba probíhala mezi roky 1865 až 1875. Autorem je český architekt a stavitel Josef Hlávka, který se ve svém návrhu řídil moderními lékařskými poznatky i plány významných soudobých evropských porodnic. V průběhu stavby Hlávka částečně ochrnul a stavbu do jejího zdárného konce řídil konzultačně ze svého zámku v Lužanech prostřednictvím stavitele Čeňka Gregora. Její originální název byl Královská česká zemská porodnice u svatého Apolináře. Jmenuje se podle blízkého kostela svatého Apolináře.

### Provoz
Zemská porodnice byla uvedena do provozu v roce 1875. Informace o prvním narozeném dítěti byla zveřejněna 28. dubna v Národních listech: Nová porodnice již odevzdána jest svému účelu. Předevčírem večer přijala prvého novorozence, holčičku. Matka její jest Barbora Koutná z Rožmitálu. V budově nemocnice se nacházel i nalezinec. Od té doby slouží budova nepřetržitě svému účelu a v jejích prostorách působily v různých organizačních uspořádáních vedle české porodnické kliniky i klinika německá a babicí (řízená porodními bábami). V budově pracovali významní představitelé českého i německého lékařství, například Jan Streng, Antonín Jan Jungmann, Gottfried Ritter von Rittershain, Karel Pawlík, Václav Rubeška a Josef Jerie.
Dne 14. února 1945 byla při bombardování Prahy částečně zasažena i budova porodnice.
Od 90. let 20. století probíhá postupná přestavba interiérů celé kliniky, která při zachování historického vzhledu budovy přináší nové lékařské vybavení a zařízení.
V roce 2020 se objevil návrh na rozšíření porodnice od české architektky Evy Jiřičné. Datum výstavby ale není jasné.

## Popis stavby
Stavba je postavena v severoněmeckém novogotickém slohu z červených cihel a je tvořena šesti pavilony s jedenácti trakty a vnitřním atriem. Částí budovy je kaple sv. Kříže, umístěná nad vstupním vestibulem v prvním patře. Součástí objektu je také kaple svatého Kříže.

Zemská porodnice u Apolináře
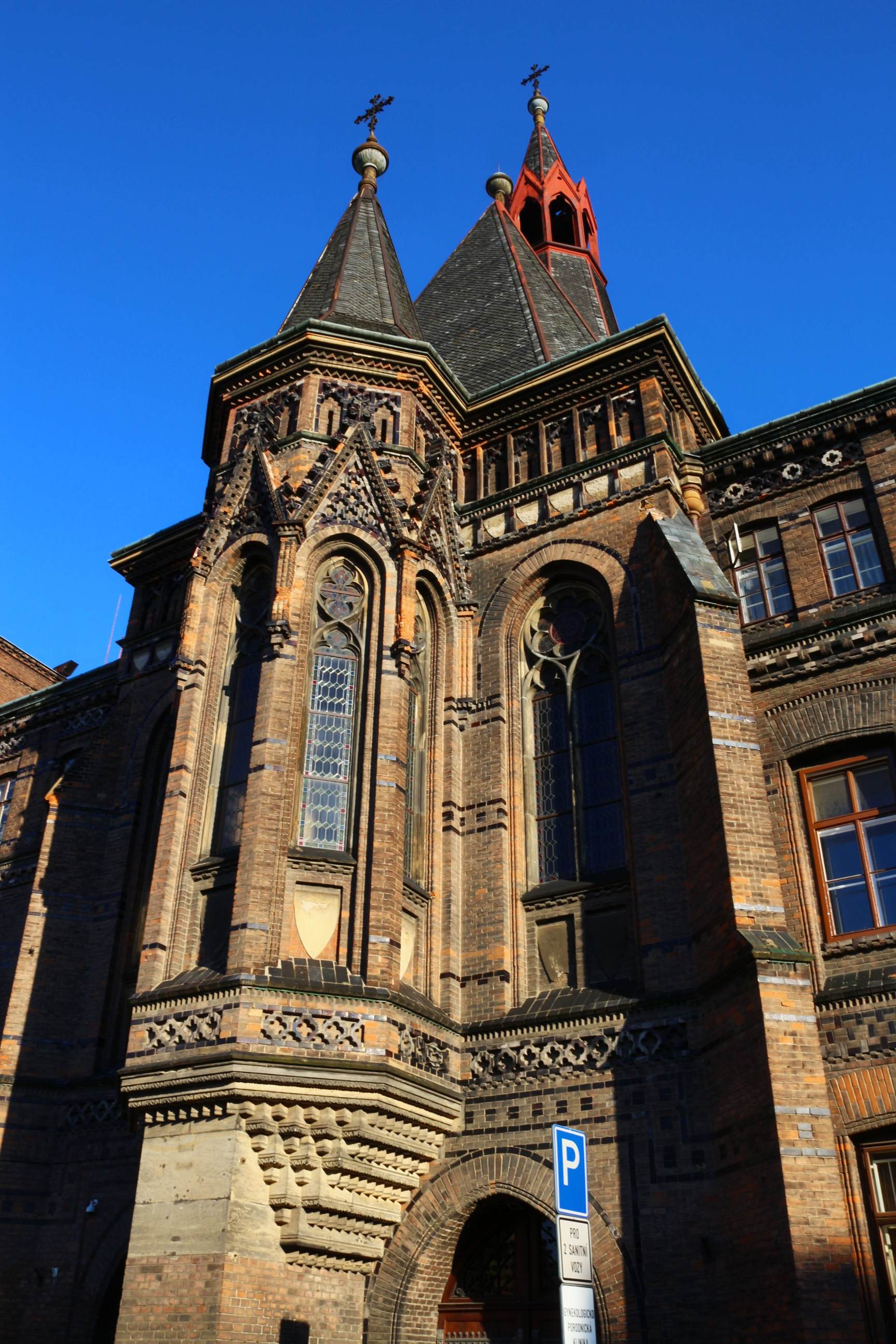
Čelo exteriéru kaple svatého Kříže u Apolináře
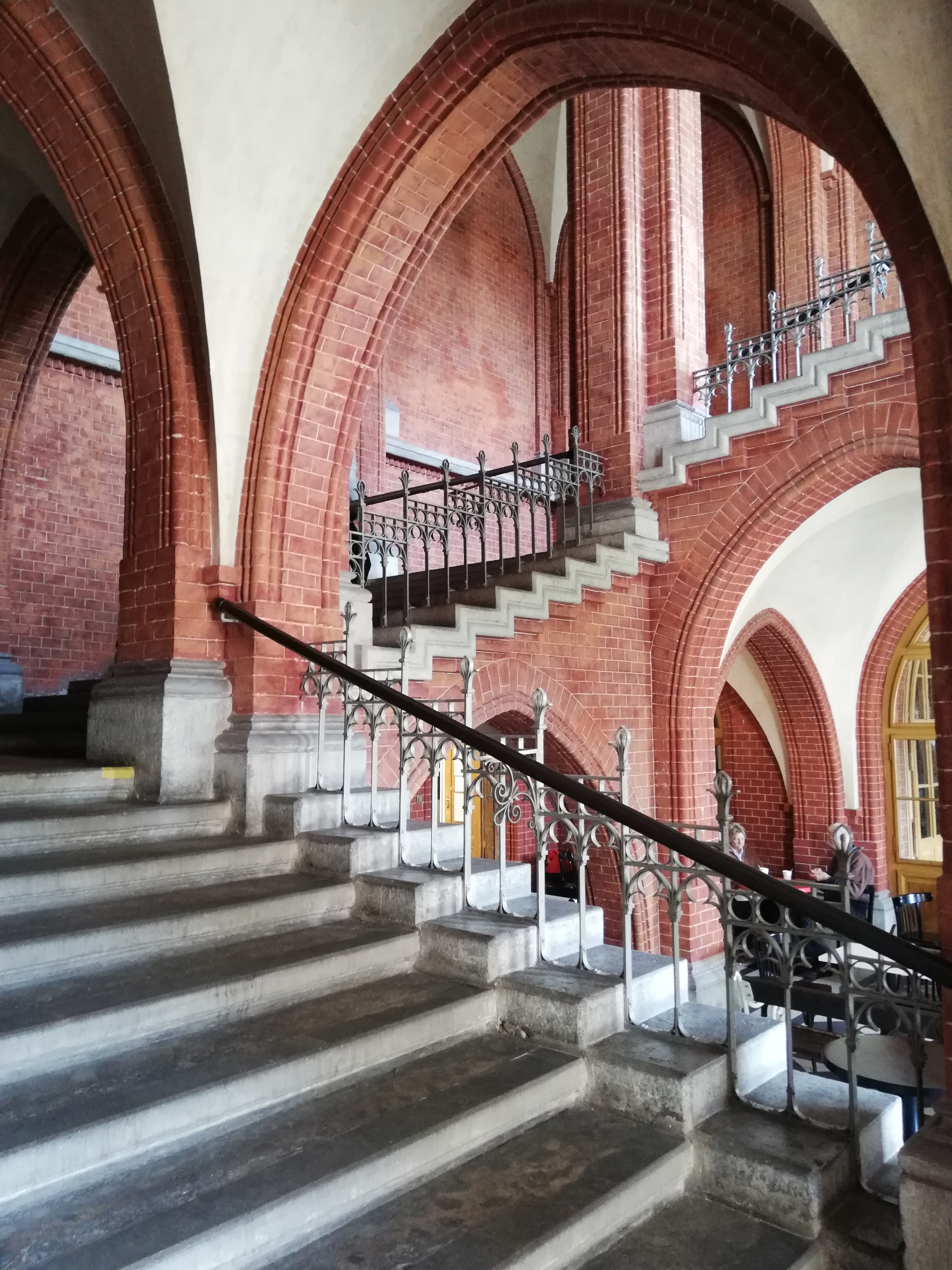
Vnitřní schodiště v hlavní budově
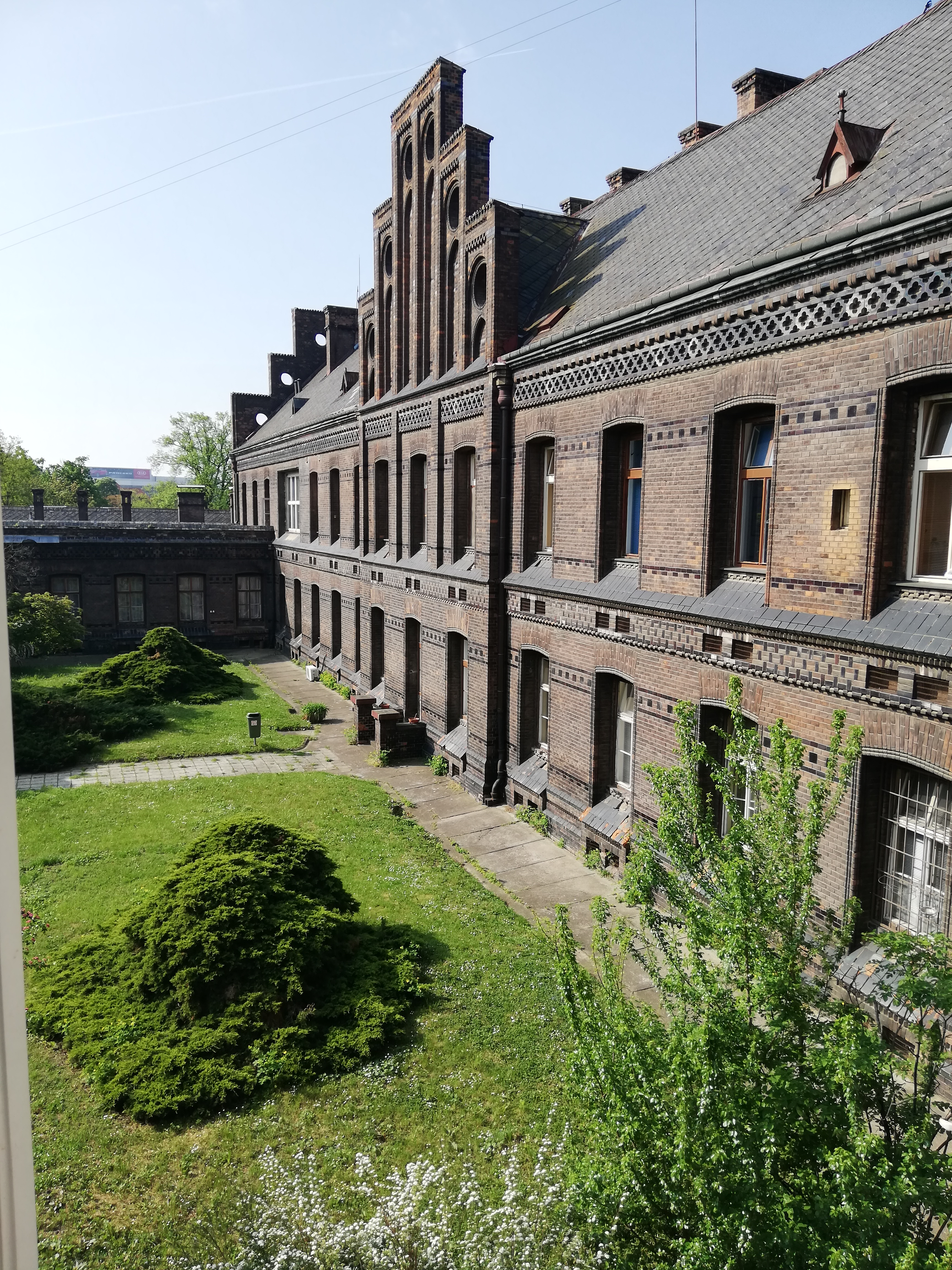
Pohled na vnitřní křídlo budovy z vnitřního dvora (zahrady)

## Oddělení kliniky
V přízemí jsou umístěna oddělení:
- gynekologie
- gynekologické operační sály
- onkologie
- lůžkové oddělení

v prvním patře:
- porodnická oddělení
- porodní sály
- oddělení neonatologie
- lůžková oddělení